# Écriture ouïghoure latine
L’écriture ouïghoure latine — ئۇيغۇر لاتىن يېزىقى ou Uyghur Latin Yéziqi (ULY) en ouïghour — est un alphabet auxiliaire conçu pour écriture l’ouïghour avec l’écriture latine. L’alphabet est développé lors de 5 conférences organisées en 2000 et 2001 à l’université du Xinjiang d’Ürümqi. Elle s’appelle initialement écriture informatique ouïghoure et sera renommée en 2003.